# Bamboo (歌手)
bamboo（バンブー、1973年7月24日 - ）は、日本のミュージシャン、ゲームクリエイター、アパレルブランドプロデューサー、クラウドファンディングキュレーター。
キッチンガイズファクトリー（かつて美少女ゲームブランド「OVERDRIVE」を擁した）、日本アニメコンテンツ株式会社、アパレル会社「STUDIO696」代表。

## 経歴
16歳の頃にバンドブームの影響を受けて音楽活動を始めmilktubを結成、地元である千葉県を拠点に活動を始める。翌年にはリーダーに就任、音楽性をテクノからパンクロックへ移しつつ、ヴォーカルとして活動を続ける。
大学生の頃、松山一志と出会って様々な指導を受け、コンサートの運営などを経験したことが、単なる音楽家でなく後のマルチな活動に繋がっていく。
22歳でBAMBOO RECORDというレーベルを作り、組み立てから包装まで全て自分たちで作ったCDをハイエースに積み込んで日本全国を回り4000枚ほど売るが、レコーディングに予算の大半を注ぎ込んでしまい、大量に製造し過ぎたCD費用を弁済するために様々な仕事を請け負うこととなる。その中で『ボディハッカー』というアダルトゲームの主題歌を制作したことから美少女ゲーム業界と関わることになった。
浮き沈みの激しい音楽一本だけでなく手に職をつけたほうがいいという松山の勧めもあり、バンダイの下請けのデザイン会社に入社、そこで3年ほどプランナーとしての修行を積む。そうする内に、独力で制作・宣伝を行い、自らライブで聴かせて回るよりも、ゲームの主題歌として大勢の人に聞いてもらう方が影響力が大きいことに気づき、音楽をテーマにした美少女ゲームのディレクターを探している話に乗って、『カナリア 〜この想いを歌に乗せて〜』のディレクターを担当。これがゲーム制作の初めとなった。
2006年には、キッチンガイズファクトリーのブランドであるOVERDRIVEの代表となり、グリーングリーン、エーデルワイスなどをヒットさせる。深刻な海賊版被害から一時はゲーム制作からの引退も考えたものの、逆に日本の美少女ゲーム業界が遅れていたSteamなど世界標準のオンライン販売に積極的に進出し、Mangagamer.comのプロデューサーとして翻訳作品を世界に送り出すことへとつなげていった。
業界への問題意識から、早くからクラウドファンディングに着目し、継続して取り組むことで通暁するようになり、2016年には、CAMPFIREの顧問・キュレーターに就任、他者のプロジェクトサポートも行っていた。2022年6月をもってCAMPFIREとの契約は終了し、以降は「近い関係の方や友人のプロジェクトを、条件が合えば手伝う感じ」としている。
2018年のOVERDRIVEの最終作となるMUSICA!では、異例の速さで5000人以上から支援を得、CAMPFIREで初となる1億円超えのファンディングを達成した。
当人はクラウドファンディングそのものを、ライブのエンターテイメントと捉えており、アドバイザーとして講習なども行っている。
2018年4月に一般女性と結婚。

## 書籍
- 『推される技術』（集英社、2021年08月05日）、ISBN 978-4-08-790048-4